# Orrliden
Orrliden är ett naturreservat i Lycksele kommun i Västerbottens län.
Området är naturskyddat sedan 1997 och är 18 hektar stort. Reservatet består i söder av våtmark och en bäck och är bevuxen med gran med inslag av äldre lövträd. I norr består reservatet av högrest tallskog med inslag av lövträd.